# Parc Natural del Cadí-Moixeró
|  | Per a les serres del mateix nom vegeu Serra del Cadí i Serra de Moixeró |

Espais d'interès natural de l'Alt Pirineu i Aran
Aigüestortes i Estany de Sant Maurici
Alt Pirineu (al nord)
Cadí-Moixeró (a l'est)

El Parc Natural del Cadí-Moixeró és un espai d'interès natural de Catalunya, que comprèn el conjunt de serres prepirinenques del Cadí i de Moixeró. Està situat a cavall de les comarques del Berguedà, l'Alt Urgell i la Cerdanya. El cim més alt es diu Puig de la Canal Baridana o Vulturó de 2.648 m, Moixeró (2.409 m), el massís del Pedraforca (2.506 m) i gran part de la Tosa (2.536 m) i el Puigllançada (2.409 m). Té una superfície de 41.342 ha. Aquesta àrea està protegida des de 1983 en ser declarada parc natural per decret del 15 de juliol de 1983 de la Generalitat de Catalunya.
Les seves altituds se situen entre els 900 m a les valls i els 2.648,6 m del cim més alt, el Vulturó. És per tant un parc d'alta muntanya. Les serres del Cadí i del Moixeró unides en el port de Tancalaporta (2.357 m) formen una barrera d'impressionant alçada que separa la vall del Segre de la capçalera del riu Llobregat.

## Fauna[calcitació]

### Ocells
Els ocells són els veritables protagonistes del parc. Destaca en primer terme el gall fer (Tetrao urogallus), molt difícil de veure pels seus hàbits solitaris i per les característiques del seu hàbitat. Un altre poblador dels boscos del Pedraforca és el picot negre (Dryocopus martius), que viu a les avetoses, als boscos de pi i a les fagedes del massís. En els cingles més frescals i humits, podem trobar el pela-roques (Tichodroma muraria), un petit ocell insectívor que s'enfila pels penya-segats de manera sorprenentment àgil. Altres espècies d'ocells sedentaris que podem trobar en els ambients alpins són la llucareta (Serinus citrinella), el trencapinyes (Loxia curvirostra), la gralla de bec vermell (Pyrrhocorax pyrrhocorax) i la gralla de bec groc (Pyrrhocorax graculus). Crien al massís però l'abandonen després de l'estiu la merla de pit blanc (Turdus torquatus) i la merla roquera (Monticola saxatilis). A l'estatge montà, podem trobar el pica-soques blau (Sitta europaea), la piula dels arbres (Anthus trivialis), la verderola (Emberiza citrinella), el pinsà borroner (Pyrrhula pyrrhula) i la becada (Scolopax rustica). El xoriguer gros (Falcus tinnunculus) i l'àliga marcenca (Circaetus gallicus) són rapinyaires que nien al massís, preferentment a les cingleres més inaccessibles. De nit, al fons de les valls durant els mesos d'estiu, podem trobar el petit xot (Otus scops) i un gran nombre de gamarussos (Strix aluco).

### Mamífers
Cal destacar l'isard (Rupicapra pyrenaica), l'herbívor salvatge que senyoreja els cims del parc. Altres mamífers de mida menor són el conill (Oryctolagus cunniculus), l'esquirol (Sciurus vulgaris), el talpó roig (Clethrionomis glareolus) i la musaranya cuaquadrada (Sorex araneus),la marmota i el teixó.
Pel que fa als carnívors trobarem la guineu (Vulpes vulpes), la marta (Martes martes), la mustela (Mustela nivalis) i el gat fer (Felis silvestris). També hi ha traces de llops que han arribat procedents dels Alps.

### Rèptils i amfibis
Cal destacar el tritó pirinenc (Euproctus asper), la salamandra (Salamandra salamandra), la granota roja (Rana temporaria), la granota vulgar (Rana perezi), el gripau comú (Bufo bufo), la serp verda i groga (Coluber viridiflavus) i la serp llisa (Coronella girondica).
Els terrenys oberts, forestals o pedregosos són el reialme de l'escurçó europeu (Vipera aspis).

## Flora

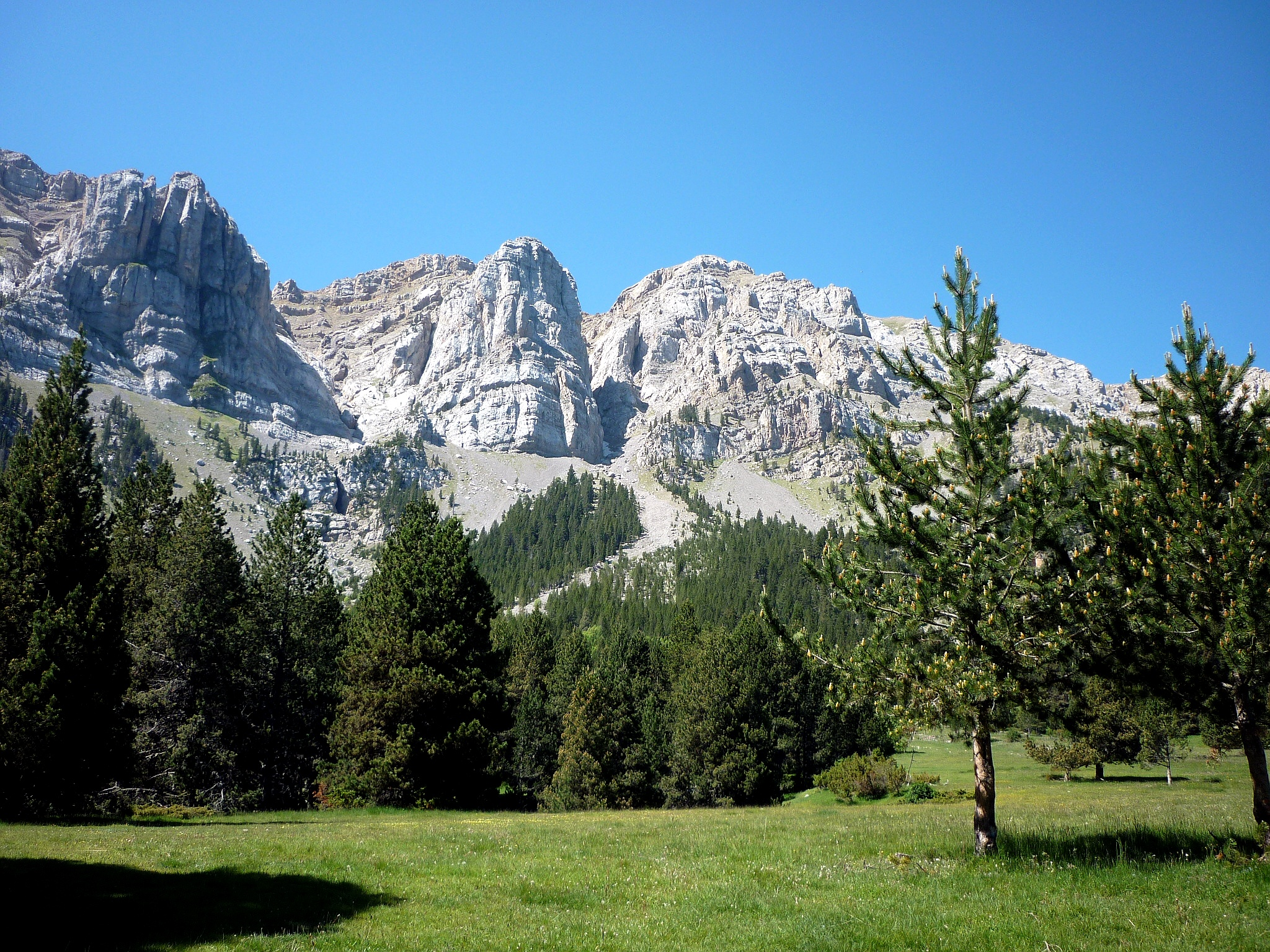
El prat de Cadí amb un bosc de pi negre i avets

Són boscos sempre verds i majestuosos de coníferes formats per avets (Abies alba) i pinedes de pi negre (Pinus uncinata) amb sotabosc de boix (Buxus sempervirens) o neret (Rhododendron ferrugineum), el·lèbor verd (Helleborus viridis), pulsatil·la blanca (Anemone alpina), te de bosc (Cruciata glabra), etc.
A les parts baixes del parc hi trobem, sobretot roure martinenc (Quercus humilis) que ocupa gran part dels vessants acompanyat per blada (Acer opalus), boix (Buxus sempervirens), corner (Amelanchier ovalis), avellaner (Corylus avellana), arç blanc (Crataegus monogyna), ginebre (Juniperus communis), marxívol (Helleborus foetidus), roser caní (Rosa canina) i herba fetgera (Anemone hepatica) entre d'altres.
A la zona de l'obaga de Gresolet, el faig (Fagus sylvatica) intenta guanyar les zones més humides i desplaçar l'avet (Abies alba) i el pi negre (Pinus uncinata). Ací i allà, hi creix el pi roig (Pinus sylvestris) estès arran de l'explotació de la fusta.

## Geologia
Es tracta d'un espai d'interès geològic, especialment rellevant dins la història i evolució geològica de la serralada pirinenca. Les estructures tectòniques dels materials que hi afloren, principalment mesozoics i terciaris, constitueixen un registre de la tectònica alpina als Pirineus, amb nombrosos exemples d'estructures de plegament i encavalcament, entre les quals destaca el mantell de corriment del Pedraforca. La serra del Cadí representa una de les unitats estructurals més extenses i importants del Pirineu català. A més de la tectònica, també cal destacar la importància d'aquest espai en els vessants estratigràfic (en especial els terrenys triàsics que formen la unitat del Cadí) i geomorfològic.

### Massís del Pedraforca

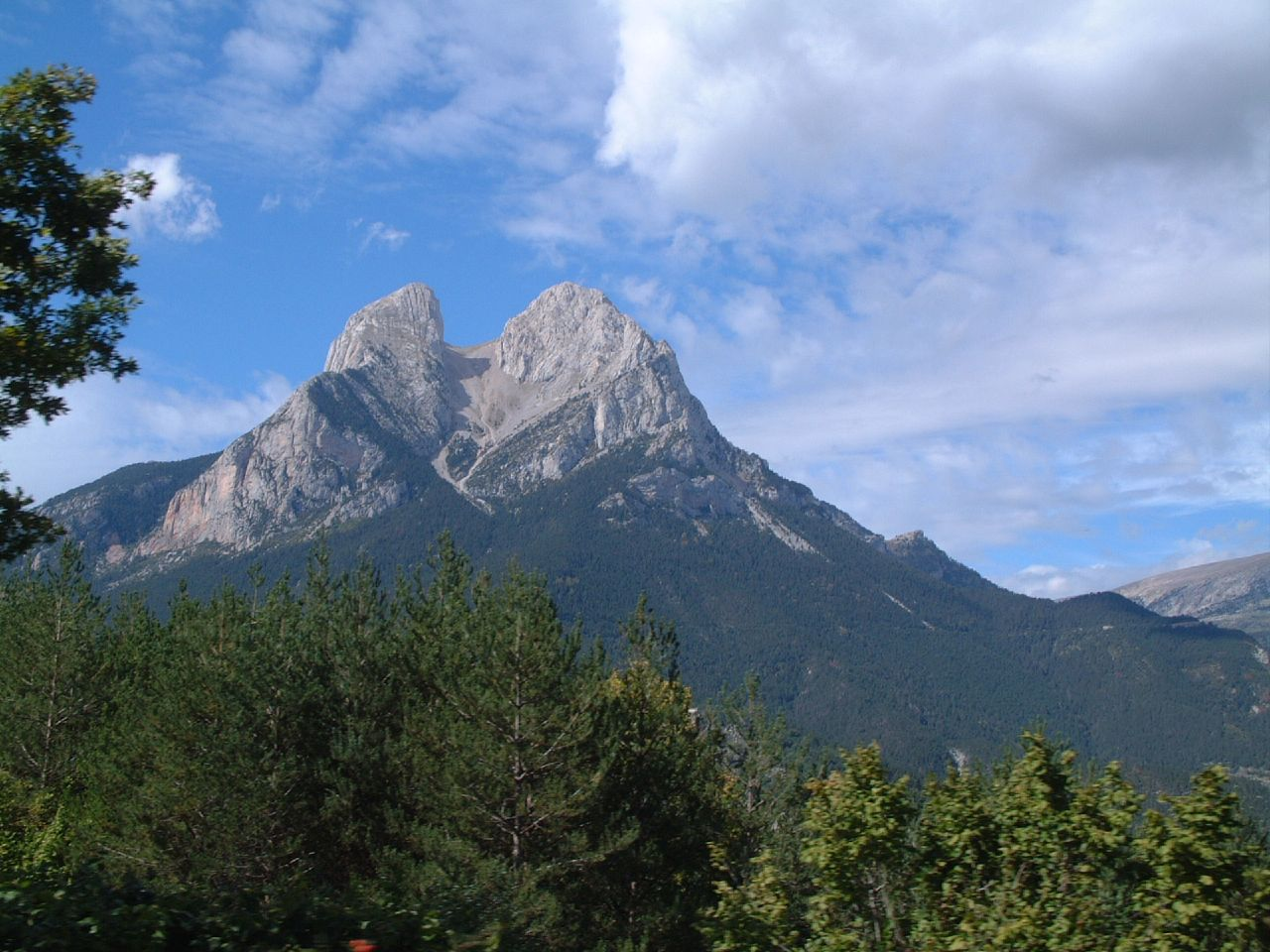
El massís del Pedraforca a la primavera

El Pedraforca és una emblemàtica muntanya de Catalunya, situada entre els termes municipals de Saldes i Gósol, al Berguedà. Té una forma molt peculiar, formada per dues carenes paral·leles (els pollegons) unides per un coll (l'Enforcadura).
El Pollegó Superior té una altitud de 2.506,4 metres (amb un cim secundari, el Calderer de 2.496,7 metres) i el Pollegó Inferior de 2.444,8 m. L'Enforcadura se situa a 2.356,2 m i té una tartera a cada banda.
És dins del Parc Natural del Cadí-Moixeró i, a més, els voltants del Pedraforca han estat declarats paratge natural d'interès nacional.

### Les fonts del Llobregat

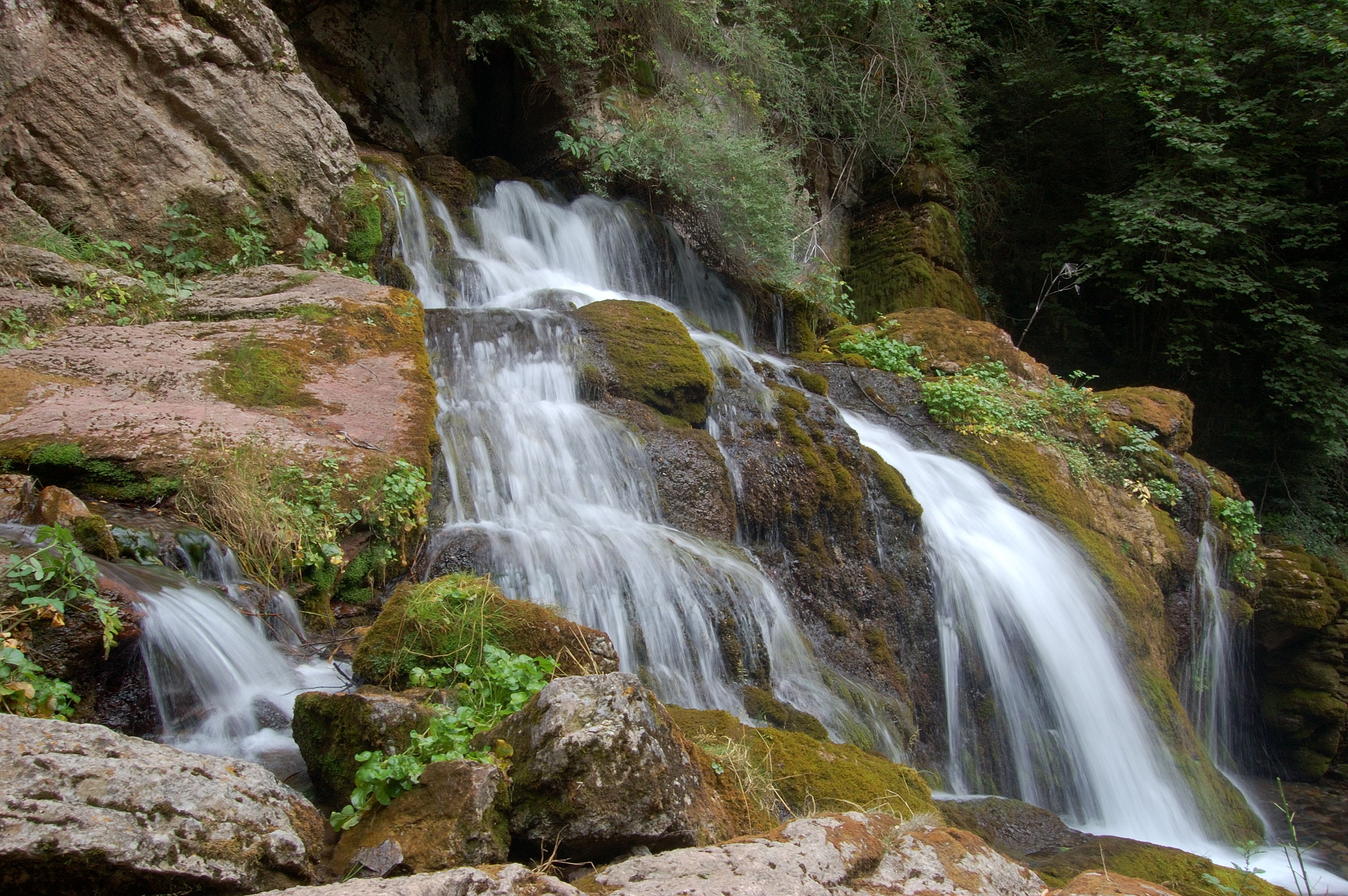
Fonts del Llobregat

Les fonts del Llobregat són el flux d'aigua on neix el riu Llobregat un dels rius més important de Catalunya. Es troben a uns 1.300 metres d'altitud, i allà hi brollen les fonts entre la roca calcària i la vegetació, sota els cingles on hi ha el poble de Castellar de N'Hug. Es tracta de surgències d'aigua subterrània, alimentades per les aigües de les neus i de la pluja.

## Reconeixements
El parc natural del Cadí-Moixeró va rebre el reconeixement de la federació Europarc per gestionar i millorar l'hàbitat de la perdiu xerra (Perdix perdix) i altres espècies cinegètiques (relatives a la caça), mitjançant desbrossades planificades de matoll.
Les actuacions premiades es van realitzar entre els anys 2008 i 2009 i se situen a la solana de la Cerdanya, en espais gestionats pel Parc natural del Cadí-Moixeró, dins la Reserva nacional de caça de la Cerdanya i Alt Urgell. Es tracta d'indrets on la cobertura de matolls, principalment gatosa, fa quasi impenetrable la zona. Els treballs han consistit en el tractament mecànic amb desbrossadora de 8.5 hectàrees de matollar amb diversos graus d'intensitat. Amb aquests treballs s'ha assolit la restauració efectiva d'entre 25 i 30 hectàrees/any. Concretament, s'ha desbrossat el matollar actual tot creant un mosaic de parcel·les de superfície no superior a les 2 ha.
Les actuacions s'han realitzat un cop finalitzada l'època de cria de l'espècie, a partir de finals d'agost o inicis de setembre. Per a l'execució i seguiment de l'actuació s'han implicat diferents col·lectius i institucions locals com ramaders, caçadors, propietaris i ajuntaments. L'acció pretén salvaguardar una espècie d'interès europeu (Directiva Aus), poc coneguda socialment però amb un alt valor en ecosistemes de muntanya.